# Maurice Malpas
Maurice Daniel Robert Malpas (Dunfermline, Escocia, 3 de agosto de 1962) es un exfutbolista escocés, que se desempeñó como defensa y que solamente militó en el Dundee United de su país (el único club que jugó en su carrera).

## Clubes
| Club          | País    | Año         |
| ------------- | ------- | ----------- |
| Dundee United | Escocia | 1979 - 2000 |

## Selección nacional
Ha sido internacional con la Selección de fútbol de Escocia; donde jugó 55 partidos internacionales y no anotó goles por dicho seleccionado. Incluso participó con su selección, en 2 Copas Mundiales. La primera Copa del Mundo en que Malpas participó, fue en la edición de México 1986 y la segunda en Italia 1990. En ambos mundiales, su selección quedó eliminada en la primera fase.